# Paul Arizin
Paul Joseph Arizin (9 de abril de 1928-12 de diciembre de 2006), apodado "Pitchin' Paul", fue un jugador de baloncesto estadounidense que disputó toda su carrera como profesional en la NBA con el equipo de los Philadelphia Warriors. Se retiró con la tercera mejor marca en anotación de la liga, con 16.266 puntos. 
Nacido en Filadelfia, fue el primer gran anotador de la NBA, liderando esta categoría en la temporada 51-52, 56-57. Entre su logros deportivos destacan el anillo conseguido con los Philadelphia Warriors y su MVP en el All-Star Game de  1952.
Falleció por causas naturales mientras dormía el 12 de diciembre de 2006 a los 78 años de edad en el municipio de Springfield (Condado de Deleware, Pensilvania).

## Estadísticas de su carrera en la NBA
|  | Denota temporadas en las que ganó un campeonato de la NBA |
|  | Líder de la liga                                          |

### Temporada regular
| Año      | Equipo       | PJ  | MPP  | TC%  | TL%  | RPP  | APP | PPP  |
| -------- | ------------ | --- | ---- | ---- | ---- | ---- | --- | ---- |
| 1950–51  | Philadelphia | 65  | –    | .407 | .793 | 9.8  | 2.1 | 17.2 |
| 1951–52  | Philadelphia | 66  | 44.5 | .448 | .818 | 11.3 | 2.6 | 25.4 |
| 1954–55  | Philadelphia | 72  | 41.0 | .399 | .776 | 9.4  | 2.9 | 21.0 |
| 1955–56  | Philadelphia | 72  | 37.8 | .448 | .810 | 7.5  | 2.6 | 24.2 |
| 1956–57  | Philadelphia | 71  | 39.0 | .422 | .829 | 7.9  | 2.1 | 25.6 |
| 1957–58  | Philadelphia | 68  | 35.0 | .393 | .809 | 7.4  | 2.0 | 20.7 |
| 1958–59  | Philadelphia | 70  | 40.0 | .431 | .813 | 9.1  | 1.7 | 26.4 |
| 1959–60  | Philadelphia | 72  | 36.4 | .424 | .798 | 8.6  | 2.3 | 22.3 |
| 1960–61  | Philadelphia | 79  | 37.2 | .425 | .833 | 8.6  | 2.4 | 23.2 |
| 1961–62  | Philadelphia | 78  | 35.7 | .410 | .805 | 6.8  | 2.6 | 21.9 |
| Total    | Total        | 713 | 38.4 | .421 | .810 | 8.6  | 2.3 | 22.8 |
| All-Star | All-Star     | 9   | 22.9 | .466 | .806 | 5.2  | 0.7 | 15.2 |

### Playoffs
| Año   | Equipo       | PJ | MPP  | TC%  | TL%  | RPP  | APP | PPP  |
| ----- | ------------ | -- | ---- | ---- | ---- | ---- | --- | ---- |
| 1951  | Philadelphia | 2  | –    | .519 | .813 | 10.0 | 1.5 | 20.5 |
| 1952  | Philadelphia | 3  | 40.0 | .453 | .879 | 12.7 | 2.7 | 25.7 |
| 1956  | Philadelphia | 10 | 40.9 | .450 | .838 | 8.4  | 2.9 | 28.9 |
| 1957  | Philadelphia | 2  | 11.0 | .375 | .600 | 4.0  | 0.5 | 4.5  |
| 1958  | Philadelphia | 8  | 38.6 | .391 | .778 | 7.8  | 2.0 | 23.5 |
| 1960  | Philadelphia | 9  | 41.2 | .431 | .873 | 9.6  | 3.7 | 26.3 |
| 1961  | Philadelphia | 3  | 41.7 | .328 | .697 | 8.7  | 4.0 | 22.3 |
| 1962  | Philadelphia | 12 | 38.3 | .375 | .863 | 6.7  | 2.2 | 23.2 |
| Total | Total        | 49 | 38.6 | .411 | .829 | 8.2  | 2.6 | 24.2 |